# 立達磨
立ち達磨（たちだるま）は、岐阜県飛騨市（旧吉城郡神岡町）にある達磨像である。立ち達磨とは、達磨大師の立たれた姿である（一般には達磨は座禅した姿が多い）。
観音山の中腹に鎮座しており、同山の麓にある曹洞宗補陀山洞雲寺の所有となる。
発願主の筆頭は同寺の先々代住職大森雅道老師。
通称『日本一の立ち達磨』。

## 経緯
「町のシンボルにしよう」と達磨像の話が持ち上がった。
達磨大師は曹洞宗の原点の一つだが、別のきっかけもあった。
浩潤球学（1877-1953）という高僧である。俗姓を丘といい、丘球学としても知られる。球学老師は明治27年に洞雲寺二十世住職となった大潤（丘）宗潭に随侍していた。宗潭老師は伊豆の修禅寺住職となり、のちに永平寺副貫首も務める。
球学老師はよく洞雲寺にきて、町の住民に戒を授ける「授戒会」で「戒師」を務め、昭和28年に遷化されたが、住民たちは今も「球学さん」と、よくその名を覚えている。
　その球学老師は、よく筆を執り、数多くの絵や書を神岡の人々に手渡したという。絵では観音様の次に達磨太子の絵が多く、そのことを町の人たちは思い出し、達磨像にしようという話になった。
　またこの立ち達磨をきっかけに、昭和59年に全日本だるま研究会初代会長・今泉實平氏が三千点に及ぶ達磨コレクションの寄進を申し出た。すると建物は寄進を申し出る人もいた。これにより洞雲寺内に「達磨堂」が完成。展示を行っている。
　昭和30年一月、江戸木遣りが神岡に伝授された記念に、町の人々が行列を組み、横２ｍ、縦１ｍの額を同寺の金毘羅堂に奉納。以降、「初金毘羅」は盛大になり、達磨市が出て達磨供養も行われるようになった。

## 特徴
- 高さ8.9ｍの銅製の立達磨像。台座を含めると16.5ｍに及ぶ。
- 使用した銅約8tは、三井金属鉱業神岡鉱山から産出された銅鉱を使用。
- 1973年（昭和48年）6月3日建立。
- 「だるま」は禅宗の「初祖」として崇敬されている菩提達磨が壁に向かって九年の座禅を行ったことによって手足が腐ってしまったという伝説がある。ここから、手足のない形状で置物が作られるようになり、丸みを帯びた「だるま」が一般的となった。「立ち達磨」は菩提達磨が立位した銅像で、日本一の大きさを誇り、極めて珍しい。

## 所在地
- 岐阜県飛騨市神岡町朝浦地内